# 湯姆·艾利洛
湯馬士·祖舒亞·"湯姆"·艾利洛（英語：Thomas Joshua "Tom" Elliott，1990年11月9日—），簡稱湯姆·艾利洛（英語：Tom Elliott），是一名英格蘭足球員，司職前鋒，現效力英乙球會沙福特城。

## 球會
列斯聯
2007年2月3日，艾利洛在卡諾路球場對諾域治的賽事中後備入替而處子上陣，成為列斯聯足球會首位在一隊處子上陣時仍然在學的球員。8月9日，他與球會簽訂職業合約，並在2008年夏天生效。
2009年1月27日，艾利洛克服腿筋傷患以外借形式加盟英乙球會馬爾斯菲，為期一個月。同日，他在以0-0逼和韋甘比的賽事中後備入替而首次上陣。2月14日，他在以0-1的比分不敵羅奇代爾的賽事中首次正選上陣。
9月16日，艾利洛被外借至貝利，為期三個月。9月19日，他在以1-0的比分擊敗維爾港的賽事中後備入替而處子上陣。9月29日，他在以3-2的比分擊敗克魯的賽事中攻入其職業生涯的首個入球。12月24日，他獲球會續借至5月。
2010年7月16日，艾利洛被球會外借至洛達咸，為期半年。8月7日，他在以2-1的比分擊敗林肯城的賽事中處子上陣。
咸美頓
2011年1月31日艾利洛於被列斯聯棄用後以自由身加盟蘇超球會咸美頓，簽約至球季結束。
2011年5月14日，來季要降班的咸美頓宣佈有8名球員不獲續約，艾利洛為其中之一。
史托港
2011年8月12日，艾利洛加盟英格蘭足球議會全國聯賽球會史托港。
劍橋聯
2012年5月23日，英格蘭足球議會全國聯賽球會劍橋聯宣佈簽入拒絕續約史托港的艾利洛，合約為期兩年7月1日生效。
沙福特城
2020年1月9日，艾利洛與沙福特城 簽約2年半。

## 國家隊
2006年4月15日，艾利洛在對突尼西亞U16的賽事中首次代表英格蘭U16上陣。2007年，他獲選代表英格蘭U17出戰阿爾加威錦標賽（Algarve Tournament）。

## 外部連結
- 足球数据库：湯姆·艾利洛的球员统计数据 （英文）
- 劍橋聯官網球員介紹 （英文）